# ウファ市電
ウファ市電（ロシア語: Уфимский трамвай）は、ロシア連邦・バシコルトスタン共和国の首都であるウファ市内に存在する路面電車。2020年現在、トロリーバス（ウファ・トロリーバス）と共にウフィムスキー電気交通（АО «Уфимский электротранспорт»）が施設を所有している。

## 歴史
ウファ市内の公共交通機関として軌道交通を導入する計画はロシア帝国時代の1898年から始まり、当時最新鋭の路面電車を導入する案が出されたが、同時期のウファ市内の道路はどれも状態が悪く、急曲線や狭幅という条件も相まって路面電車の導入は困難とされ、長年に渡り実現する事はなかった。だが、ロシア革命を経てソビエト連邦（ソ連）が成立して以降計画は急速に進行し、1937年2月1日に最初の路線が開通した。
その後、第二次世界大戦（大祖国戦争）開戦直前までにウファ市電の路線規模は3系統・営業キロ21.04 kmに拡大し、戦争による中断はあったものの戦後には再度路線網の拡大が始まった。1956年には近接するチェルニコフスクがウファに吸収された事により、両地区を結ぶ路線の建設も実施された。路線網が最大規模となったのはソビエト連邦の崩壊後の1995年で全長156.4 km・22の系統数を記録し、利用客数は年間9,000万人以上であった。また、都市の発展に路面電車網の拡大が追い付かなくなった事もあり、1962年からはトロリーバスも導入された。
だが、2000年代以降はモータリーゼーションの進展により路線の廃止が相次いでおり、2008年以降ウファ市電の路線網は南北に分断されている。また、1993年以降ウファ市電を運営していたウファ市電気交通運営局（МУП «Управление электротранспорта Уфы» 、МУЭТ г. Уфы.）も多額の負債を抱え、2018年には路面電車やトロリーバスの運行が一時停止する状態となった。その事態を受け、2019年に破産状態となった同局に代わって株式会社のウフィムスキー電気交通（АО «Уфимский электротранспорт»）が設立され、路面電車やトロリーバスの車両や施設などの資産が移管されている。
ウファ市の将来計画には廃止された南北の連絡線の復活を含む4つの路面電車の延伸計画が存在するが、沿線住民からの反対や財政難から2019年の時点でも検討段階に留まっている。

## 運用
2020年現在、ウファ市電では以下の6系統が運行している。そのうち8号線はウファの北部を走る系統、それ以外は南部の系統で、前述のとおり2008年以降双方の路線網は分断されている。運賃はトロリーバスと共に25ルーブルだが、非接触式ICカードのアルガカード（картой «Алга»）を使用する場合は20ルーブルに値下げされる。

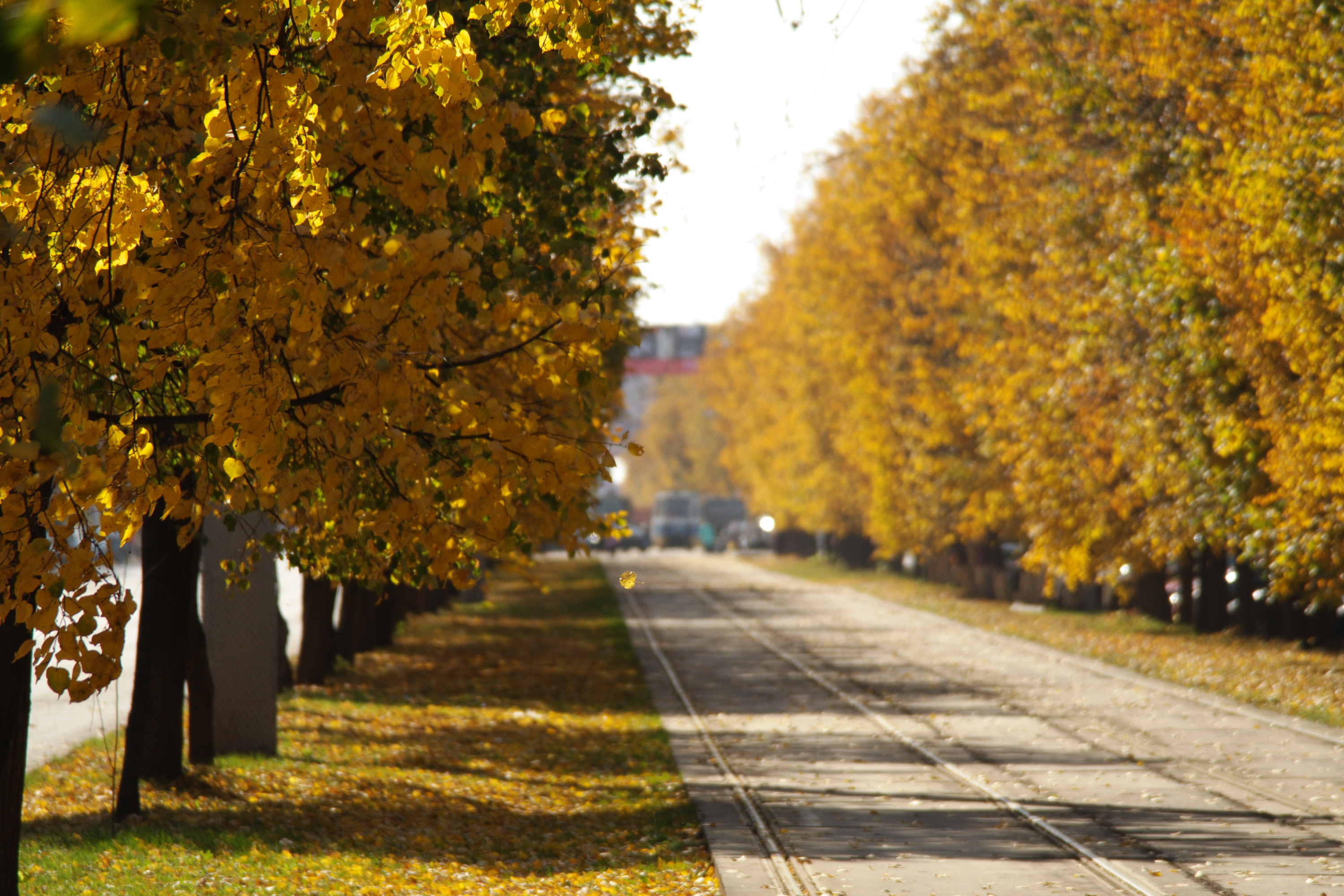
ウファ市電の専用軌道（2016年撮影）

| 系統番号 | 起点                   | 終点                   | 営業キロ | 地域 | 備考   |
| -------- | ---------------------- | ---------------------- | -------- | ---- | ------ |
| 1        | Зелёная роща           | Железнодорожный вокзал | 8.47km   | 南部 | [ 11 ] |
| 5        | ул. Пушкина            | Госцирк                | 9.63km   | 南部 | [ 12 ] |
| 8        | ул. Интернациональная  | ул. Трамвайная         | 16.11km  | 北部 | [ 13 ] |
| 10       | Железнодорожный вокзал | Госцирк                | 7.53km   | 南部 | [ 14 ] |
| 16       | ул. Пушкина            | Зелёная роща           | 9.22km   | 南部 | [ 15 ] |
| 18       | Зелёная роща           | Госцирк                | 10.55km  | 南部 | [ 16 ] |

## 車両

### 現有形式
2020年現在ウファ市電に在籍する営業用車両形式は以下の通り。南部の路線で使用されている車両はS.I.ゾリン車庫（Депо им.С.И.Зорина）、北部で使用される車両は第2車庫（Депо №2）に在籍する。
| 形式       | 形式           | 在籍車庫       | 在籍車庫 | 備考・参考                   |
| 形式       | 形式           | S.I.ゾリン車庫 | 第2車庫  | 備考・参考                   |
| ---------- | -------------- | -------------- | -------- | ---------------------------- |
| 71-608     | 71-608K        | ○              |          |                              |
| 71-608     | 71-608KM       | ○              |          |                              |
| 71-619     | 71-619A        | ○              |          |                              |
| 71-623     | 71-623-00      | ○              |          | 部分超低床電車               |
| 71-623     | 71-623-02      | ○              |          | 部分超低床電車               |
| 71-132     | 71-132         | ○              |          |                              |
| タトラT3   | タトラT3D      |                | ○        | ケムニッツ市電からの譲渡車両 |
| タトラT3   | タトラT3SU     |                | ○        |                              |
| タトラT3   | タトラT3R.P    |                | ○        |                              |
| タトラT6B5 | タトラT6B5-MPR |                | ○        | [ 23 ]                       |
| 71-402     | 71-402         |                | ○        |                              |

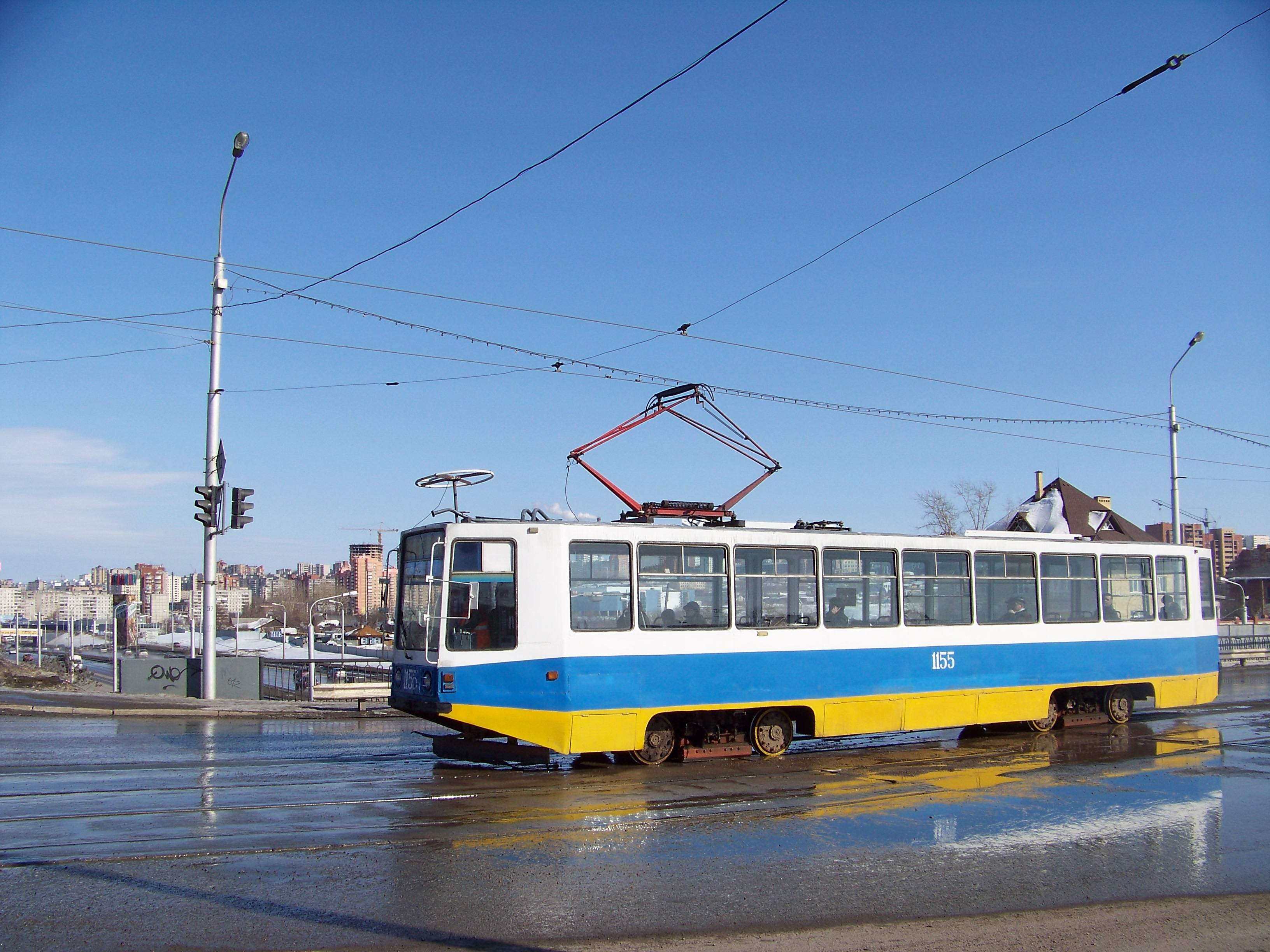
71-608K（2010年撮影）
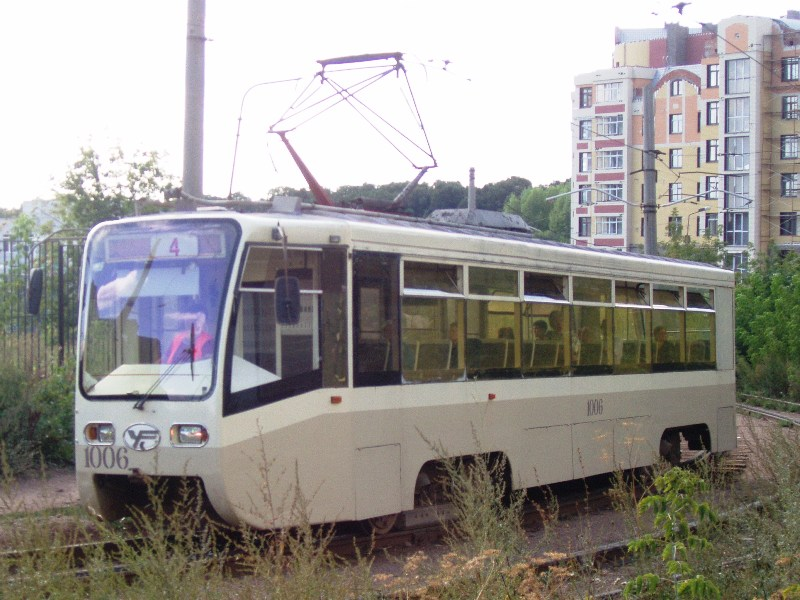
71-619K（2007年撮影）
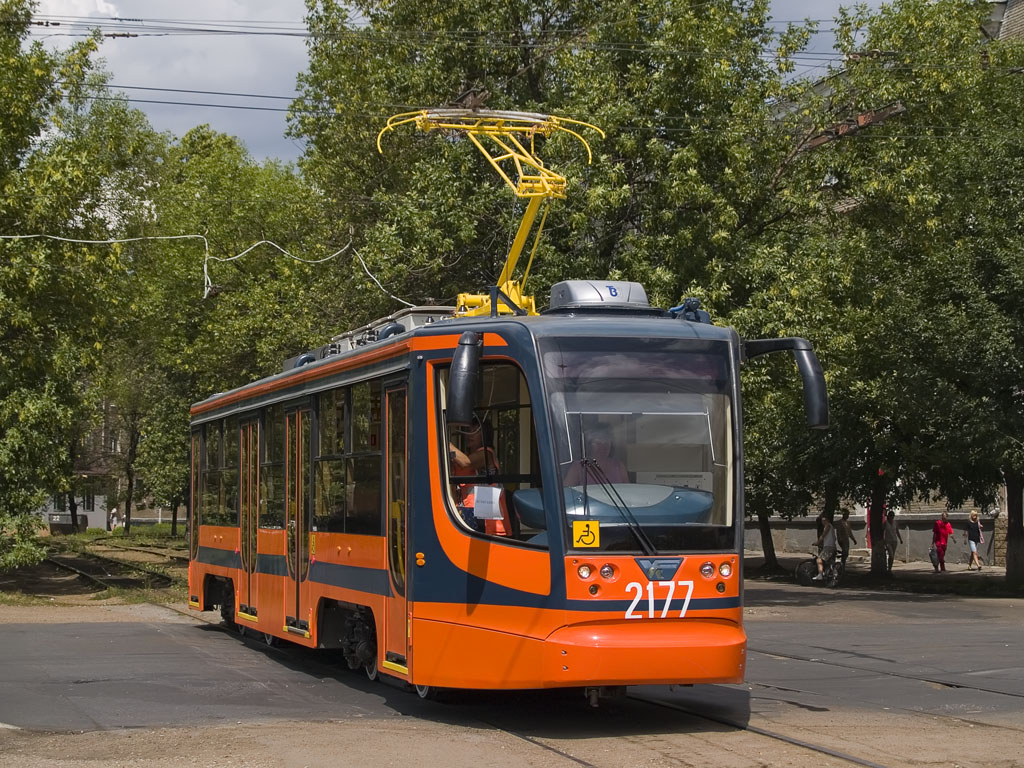
71-623（2009年撮影）
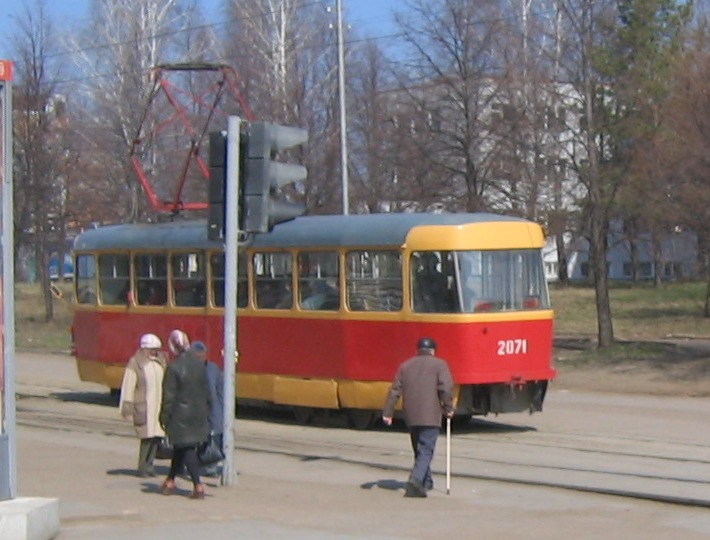
タトラT3（2006年撮影）

### 導入予定形式
2021年時点でウファ市電にはモスクワ市電の運用から撤退した車両を譲受する計画が存在しており、同年中に以下の車両がウファに到着する事になっている。
| 形式     | 形式      | 在籍車庫       | 在籍車庫 | 備考・参考                    |
| 形式     | 形式      | S.I.ゾリン車庫 | 第2車庫  | 備考・参考                    |
| -------- | --------- | -------------- | -------- | ----------------------------- |
| 71-623   | 71-623-02 | ○              |          | 部分超低床電車 23両を導入予定 |
| タトラT3 | タトラT3  | ○              |          | 機器更新車 27両を導入予定     |

### 過去の形式

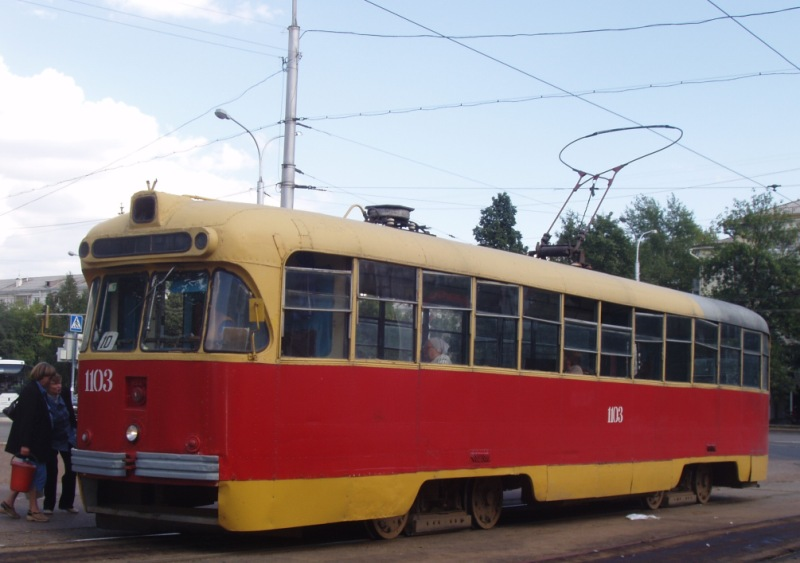
RVZ-6（2007年撮影）

- KTM-1[18]
  - KTP-1
- KTM-2[18]
  - KTP-2
- KTM-5（71-605）[17][18]
  - 71-605A[17]
- RVZ-6[17][18][19]
- 71-619K[17][18][19]

- RVZ-6（2007年撮影）